# Церква Іоана Воїна (Куянівка)
Церква Святого Іоана (Івана) Воїна — православний храм на честь мученика Іоана Воїна в селі Куянівка, Білопільського району Сумської області України, знаходилася у віданні Сумської єпархії Української Православної Церкви.
Прихожани зібрали підписи для виходу церкви з-під московського впливу. Настоятель храму отець Любомир 19 травня 2022 року повідомив, що церква відмовляється від московського керування.

## Історія

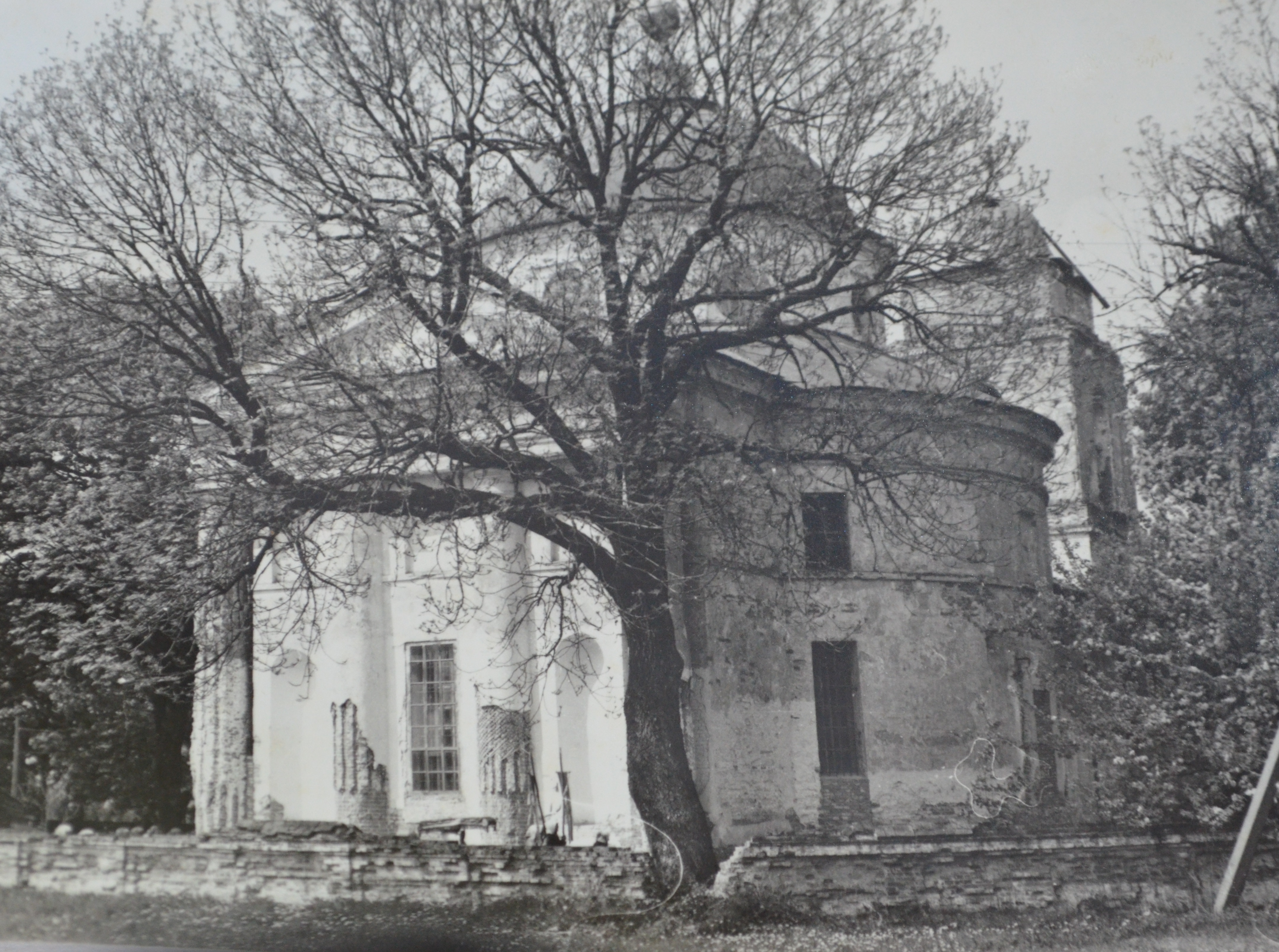
Церква Іоана Війна у с. Куянівка

Будівля храму зведена в 1804-1814 роках на замовлення поміщика, власника цього села Федора Петровича Куколь-Яснопольського . Вона змінила застарілу дерев'яну церкву «в те саме ім'я», побудовану 1734 року Білопільським сотником Сумського слобідського полку Федором Стефановичем Куколь-Яснопольським.  Прохання Ф. П. Куколь-Яснопольського єпископу Слобідському-Українському Христофору про дозвіл збудувати нову кам'яну церкву датовано 1 травня 1803 року . У цьому проханні вказувалося, що всі необхідні для будівництва матеріали підготовлено та укладено договори з майстрами. Крім того, у рішенні обговорювалося, що до спорудження нової церкви священнослужіння продовжуватиметься у старій церкві. Для перевірки готовності до будівельних робіт у Куянівку був спеціально надісланий білопольський благочинний Семен Клепальський, який «приготовлені на побудову нової кам'яної церкви матеріали засвідчив і виявилося випаленої цегли 350 тисяч, винищити 500 чвертей, заліза 100 пудів, лісу достатню кількість інших матеріалів такій будівлі достатньо заготовлено і майстрові люди вже домовлені». Проте з невідомих причин будівництво церкви затягнулося.
Прихожани церкви після повномасштабного російського вторгнення в Україну почали збирати підписи для виходу церкви з-під московського впливу. Настоятель храму отець Любомир 19 травня 2022 року повідомив, що церква відмовляється від московського керування. Про вихід церкви Івана Воїна з-під впливу московського патріархату повідомив депутат Білопільської міської ради, житель Куянівки, прихожанин цього храму Олексій Павленко..

## Будівництво

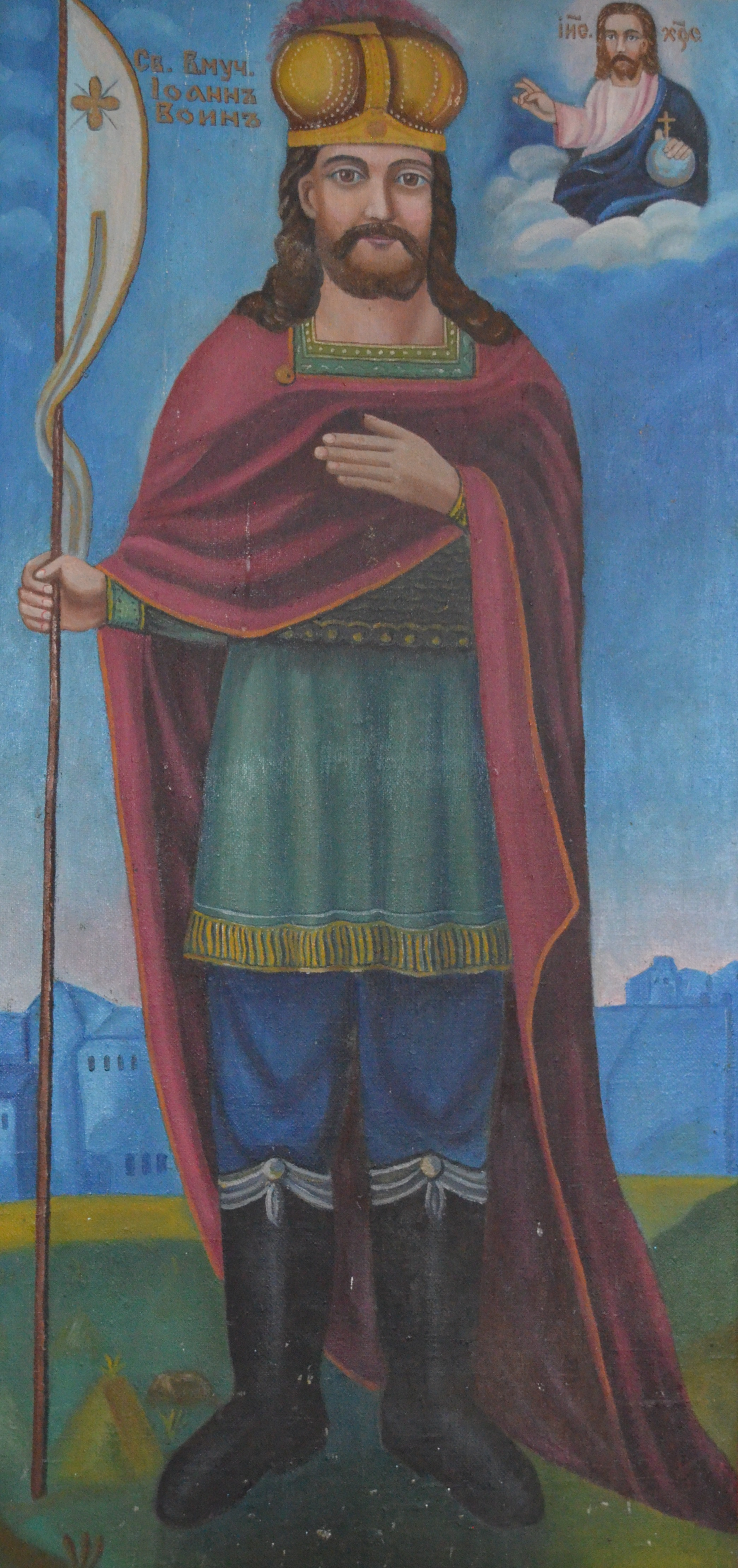

У 1806 році священик Куянівської церкви Кирило Покровський повідомляв, що «церква дерев'яна дещо стара в 1734 році побудована. Один у ній престол на честь святого мученика Іоана Воїна іменування. До продовження служіння немає небезпеки. При церкві дзвіниця дерев'яна старенька, п'ять на ній дзвонів: перший 10-ти, другий 8-ми, третій двох, четвертий -?, п'ятий однопудовий. Біля церкви огорожа дерев'яна, старенька. »
Будівництво кам'яної церкви було закінчено у 1814 році.
Мабуть, у 1858 році коштом поміщика, гвардії ротмістра Івана Куколь-Яснопольського до церкви була прибудована дзвіниця і трапезна. Проєкт перебудови церкви був виконаний в 1857 році художником-архітектором Академії мистецтв Асинком та затверджений 12 лютого 1858 року будівельною комісією Харківського губернського правління  .
Будівля церкви Іоана Воїна являє собою тип центричного рішення обсягу, що рідко зустрічається на Сумщині, і тому представляє особливий історичний інтерес  .

## Архітектура
Будівля цегляна, в плані кругла з об'ємом трапезного залу і дзвіниці, що примикає із заходу. Основний об'єм двоярусний з циліндричним світловим барабаном, прорізаними вісьма круглими віконними отворами. Барабан вінчає сферичні форми глава з фігурним п'єдесталом шестикінцевого хреста. Світловий барабан спирається на восьмипролітну аркаду циркульної форми. На другому ярусі центрального об'єму розташовані хори . Західний об'єм двосвітлий зі склепінним першим ярусом, у плані квадратний. У верхньому ярусі влаштовані чотири арочні отвори для дзвонів. 

Увінчана дзвіниця конусною главкою зі шпилем та чотирикінцевим хрестом. Декор скромний. На фасадах він представлений прямокутними наличниками, трикутними фронтонами над дверними отворами, розвиненими карнизами основних об'ємів, світлового барабана і дзвіниці. Східний фасад прикрашений чотириколонним портиком . Колони увінчані трикутними фронтонами. На стовпах і стінах західного обсягу є масляний монументальний живопис.

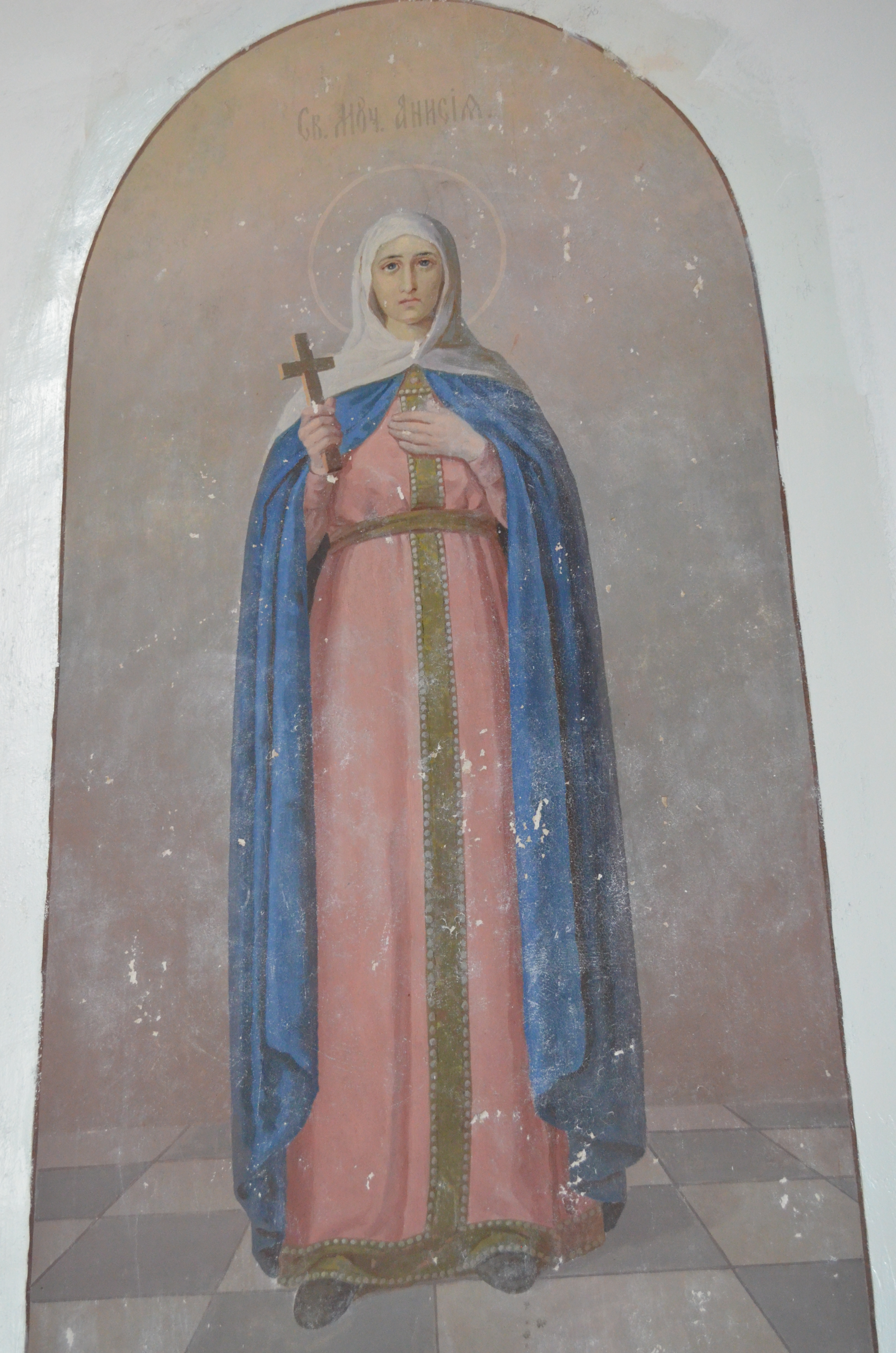
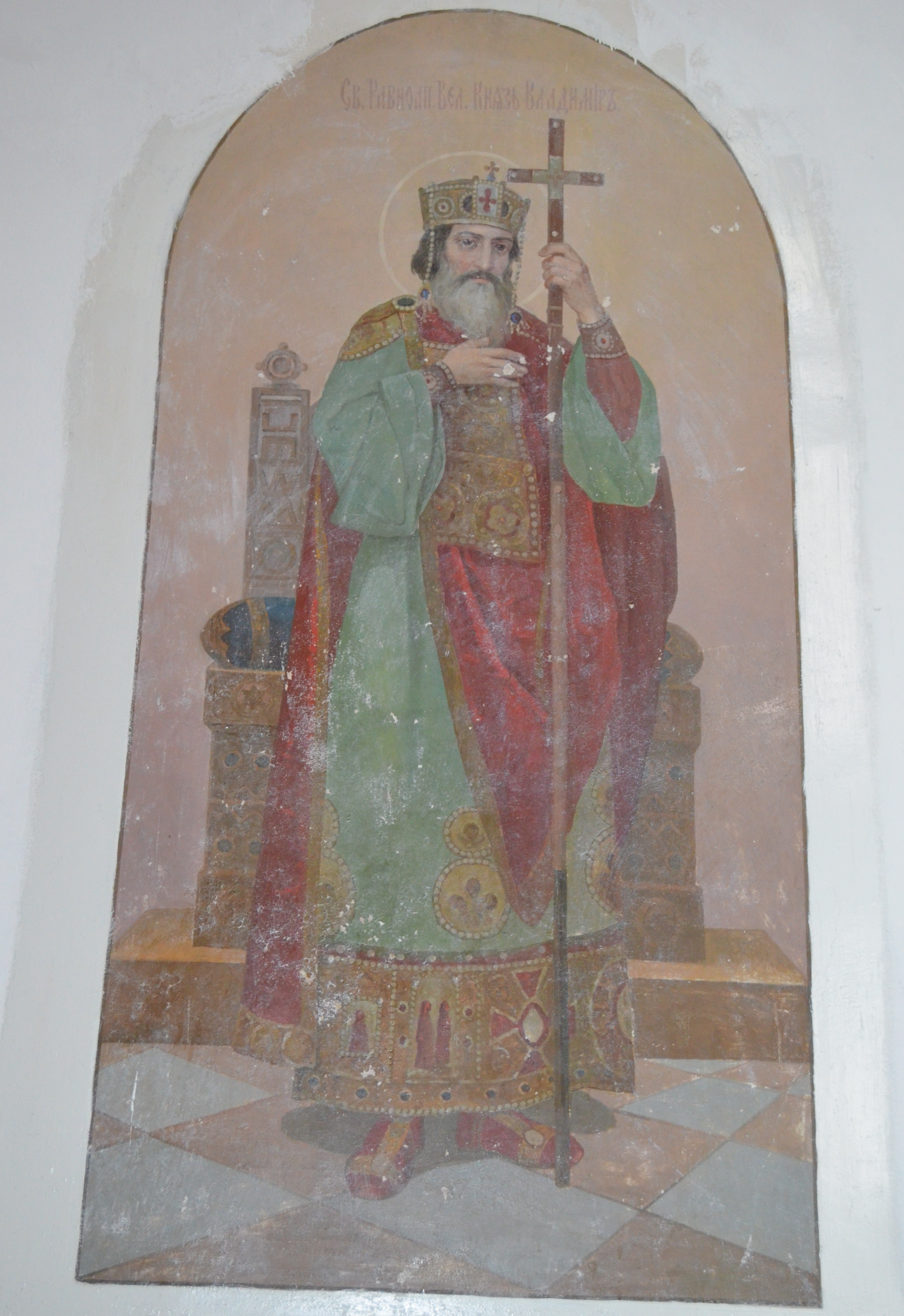
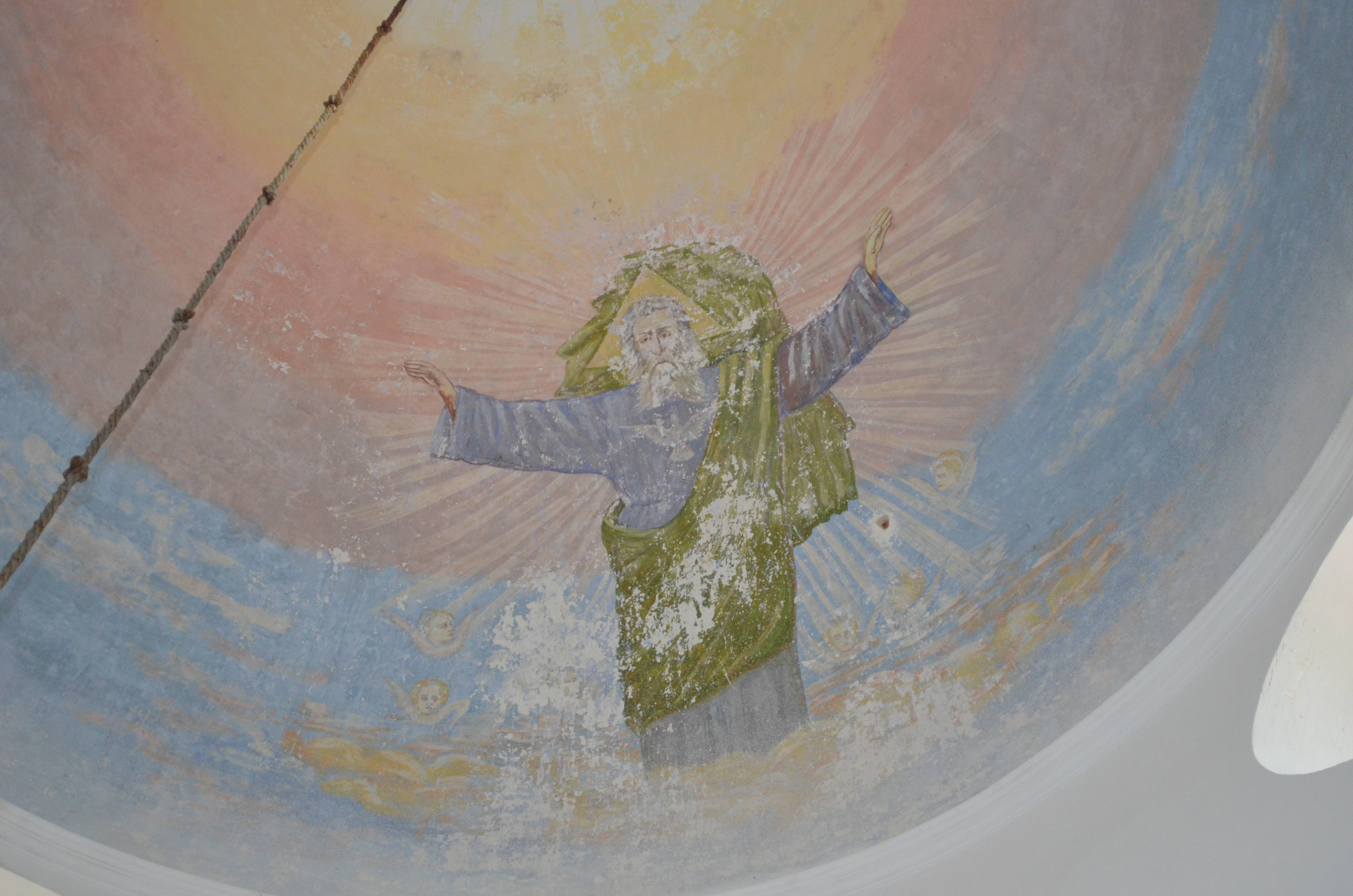
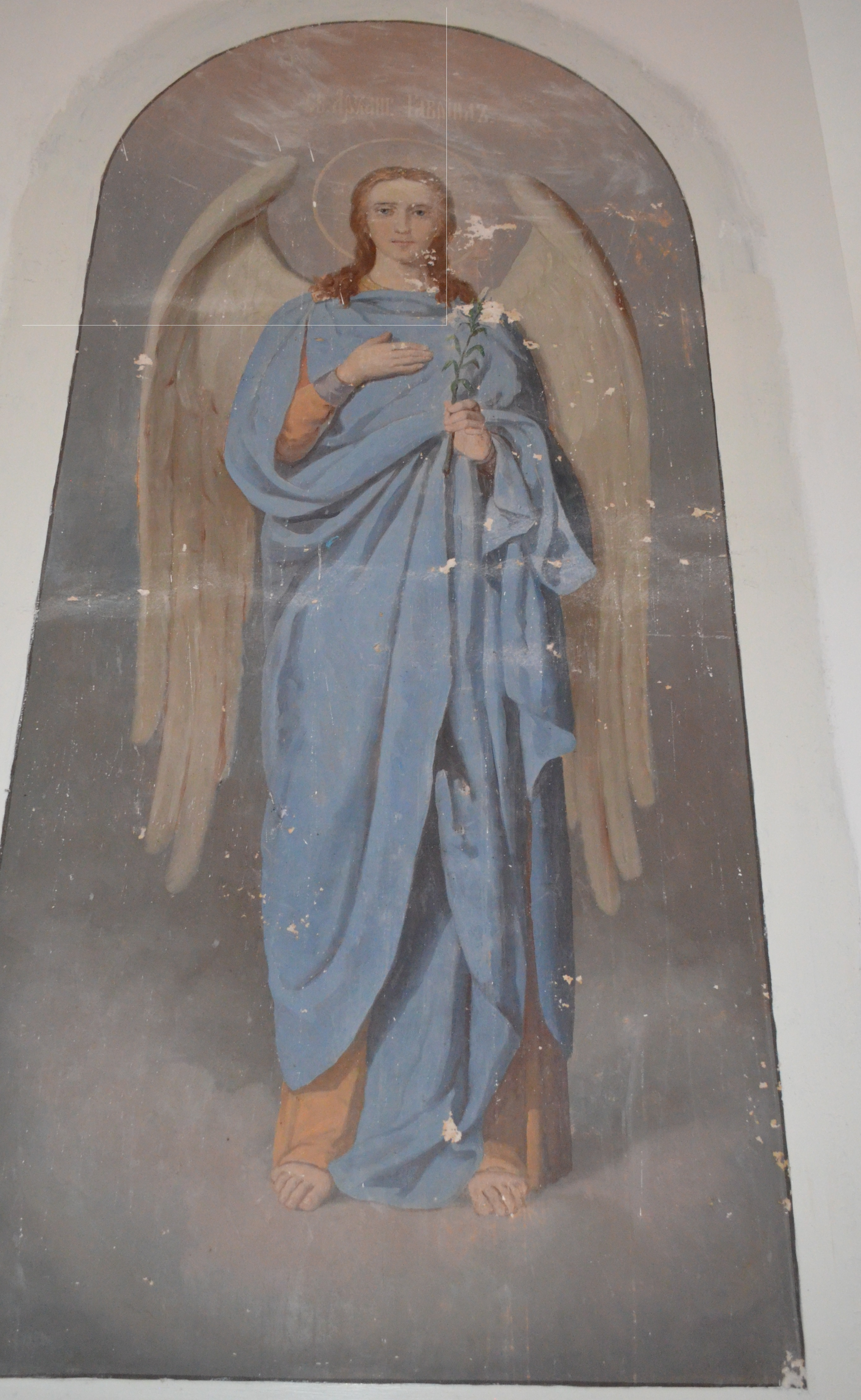
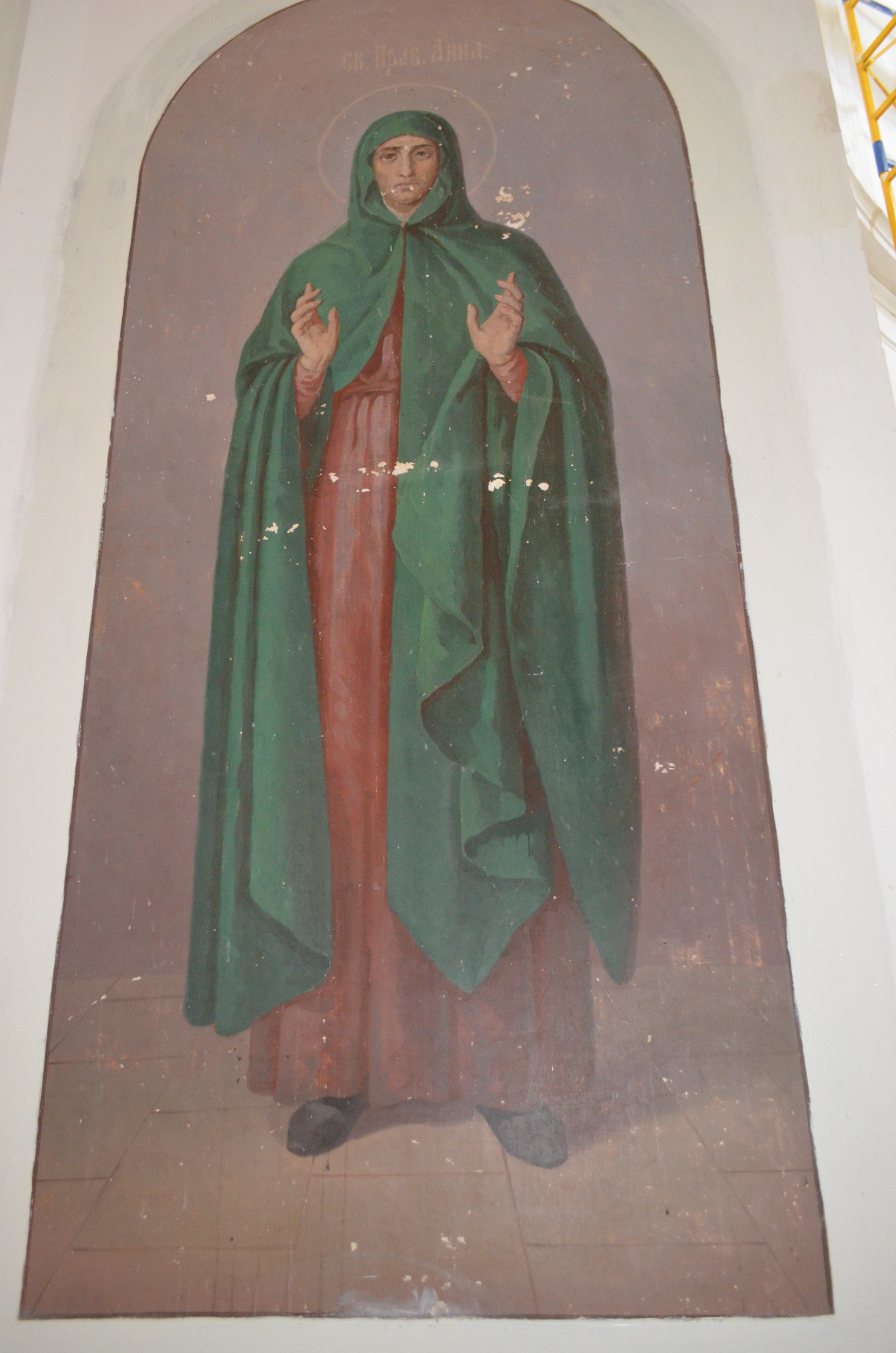